# بوبي سميث (لاعب كرة قدم مواليد 1951)
بوبي سميث (بالإنجليزية: Bobby Smith)‏ هو مدرب كرة قدم ولاعب كرة قدم أمريكي في مركز الدفاع، ولد في 29 مارس 1951 في ترنتون في الولايات المتحدة. شارك مع منتخب الولايات المتحدة لكرة القدم. أما مع النوادي، فقد لعب مع نادي دوندالك ونادي غوادالاخارا ونيويورك كوسموس.